# Leflaye
Leflaye est une commune de la région de Kabylie en Algérie. Elle est située dans la wilaya de Béjaïa et est administrativement rattachée à la daïra de Sidi-Aïch.

## Géographie

### Situation
La commune est située à 50 kilomètres au sud-ouest de Béjaïa.
| Tibane       | Tinabdher | Sidi-Aïch |
| Souk-Oufella | Leflaye   | Sidi-Ayad |
| Souk-Oufella | Seddouk   | M'cisna   |

### Transports
La commune de Leflaye dispose de cinq bus communaux réservés au transport scolaire. Plusieurs bus effectuent le trajet Leflaye - Sidi-Aïch en passant par le chef-lieu de la commune. Trois autres bus assurent le transport des élèves vers les villages de Ait Daoud, Izghad et El Madi.
Les usagers des transports en commun prennent des minibus privés.

### Lieux-dits, quartiers et hameaux
Outre son chef-lieu Leflaye, la commune de Leflaye est composée des localités suivantes : Leflaye Aït Daoud, Izghad, El Madi et Maakal.

## Économie
L'économie locale s'articule autour de l'agriculture et le commerce.

## Vie quotidienne
- Siège de l'APC de Leflaye;
- Bureau de poste;
- Maison de jeunes;
- École primaire de filles (maintenant mixte);
- École primaire de garçons (maintenant mixte);
- École primaire Izghad;
- École primaire Ikherban;
- École primaire Ait Daoud;
- École secondaire (Collège Enseignent Moyen) Imadali Laarbi;
- Polyclinique Vouhouri;
- Salle de soins Tiserfine;
- Association des anciens scouts musulmans algériens;
- Association écologique "le Printemps éternel ";
- Association d'aide aux personnes aux besoins spécifiques "LES ANGES OUBLIÉS"
- Olympique elflaye (OEF) club sportif amateur ( Volley-ball )
- Aqlagh dayi kan

## Personnalités
- Amour Abdenour, né à El-flaye, le 17 février 1952, est un chanteur Kabyle.
- Marcel Mouloudji est un chanteur, auteur-compositeur-interprète, peintre et acteur.

## Sources, notes et références
1. ↑  « Situation à l'APC d'EL-FLAYE - DECLARATION - », sur leflaye.net, 21 octobre 2018 (consulté le 13 novembre 2023).
2. ↑  « Wilaya de Béjaïa : répartition de la population résidente des ménages ordinaires et collectifs, selon la commune de résidence et la dispersion ». Données du recensement général de la population et de l'habitat de 2008 sur le site de l'ONS.
3. ↑  « Décret no 84-365 du 1er novembre 1984 fixant la composition, la consistance et les limites territoriales des communes », Journal officiel de la République algérienne démocratique et populaire, no 67,‎ 19 décembre 1984, p. 1486 (lire en ligne).